# The Invisible Man (telessérie de 2000)
O Homem Invisível (The Invisible Man - também encurtada para The I-Man, no original) é uma série de televisão norte-americana estrelada pelo ator Vincent Ventresca, e exibida originalmente entre 2000 e 2002 pelo Sci Fi Channel nos Estados Unidos. Foi transmitida na televisão aberta pela Rede Globo na extinta Sessão Aventura em 2001, numa reformulação do bloco. Atualmente, é transmitida nas madrugadas de domingo para segunda pelo Syfy Channel do Brasil.